# Krueng Batee (Kuala Batee)
Krueng Batee is een bestuurslaag in het regentschap Aceh Barat Daya van de provincie Atjeh, Indonesië. Krueng Batee telt 2764 inwoners (volkstelling 2010).